# Tremel·lomicets
Els tremel·lomicets (Tremellomycetes) són una classe de fongs dimòrfics del fílum (o divisió) dels basidiomicots (Basidiomicota). Els fongs d'aquesta classe poden ser llevats, líquens i bolets amb un cos fructífer gelatinós o un parentesoma saculat.

## Taxonomia
La classe Tremellomycetes inclou sis ordres:
- Ordre Chionasterales
- Ordre Cystofilobasidiales
- Ordre Filobasidiales
- Ordre Holtermanniales
- Ordre Tremellales
- Ordre Trichosporonales